# 阿倍野Harukas
阿倍野Harukas（日语： abeno harukasu */?；中文又譯為阿倍野海闊天空大廈）是位於日本大阪市阿倍野區的摩天大樓。

## 历史
於2010年1月9日開工，2014年3月7日全部完工啟用。地上部分共有60層，高300公尺，完工後成為日本第一高樓，直到2022年被325公尺高的麻布台Hills超越，現居第二高樓。其是阿部野橋車站大樓的一部分，與近鐵的大阪阿部野橋站共構，低層部分是近鐵百貨總店（阿倍野Harukas近鐵本店）及Harukas美術館，中層部分是辦公室，高層部分則是大阪萬豪都酒店及Harukas300展望台。現在夏普將其位於大阪市內的營業據點記者設置於該大樓內。另外在18樓則有多家銀行和證券公司入駐。

## 樓層分配

### 各樓層主要設施
| 樓層      | 阿倍野Harukas                                                    |  |
| 60F       | HARUKAS300 室內迴廊「天上回廊」                                  |  |
| 59F       | HARUKAS300 紀念品店「SHOP HARUKAS 300」                          |  |
| 58F       | HARUKAS300 室外廣場「天空庭園」・咖啡餐廳「SKY GARDEN 300」      |  |
| 57F       | 大阪萬豪都酒店 餐廳「ZK」                                        |  |
| 56F       | 桁架樓・機房                                                     |  |
| 55F - 39F | 大阪萬豪都酒店 客房                                              |  |
| 38F       | 大阪萬豪都酒店 客房・俱樂部酒吧                                  |  |
| 37F       | 桁架樓・機房                                                     |  |
| 36F - 25F | 辦公樓層                                                         |  |
| 24F - 23F | 辦公樓層 大學校園樓層                                            |  |
| 22F - 21F | 辦公樓層 醫療機構樓層                                            |  |
| 20F       | 大阪萬豪都酒店 中小會議室                                        |  |
| 19F       | 大阪萬豪都酒店 酒店大廳・實況廚房「COOKA」                       |  |
| 18F       | 金融機構樓層                                                     |  |
| 17F       | 辦公樓層接待大廳 近鐵育兒園                                      |  |
| 16F       | 阿倍野HARUKAS美術館・HARUKAS300展望台入口・空中庭園              |  |
| 15F       | 桁架樓・機房                                                     |  |
| 14F - 12F | 近鐵百貨 阿倍野HARUKAS本店 阿倍野HARUKAS美食街                   |  |
| 11F - 2F  | 近鐵百貨 阿倍野HARUKAS本店（2F北口旁為HARUKAS300展望台售票窗口） |  |
| 1F        | 近鐵南大阪線 大阪阿部野橋站・近鐵百貨 阿倍野HARUKAS近鐵本店      |  |
| B1F - B2F | 近鐵百貨 阿倍野HARUKAS本店 簡餐美食街大阪市營地下鐵 天王寺站直通 |  |
| B3F       | 車道・停車場                                                     |  |
| B4F       | 停車場                                                           |  |
| B5F       | 機房                                                             |  |

### 飯店
詳見「大阪萬豪都酒店」

## 交通

### 鐵路
- 大阪阿部野橋站
  - 近畿日本鐵道 南大阪線
- 天王寺站
  - 西日本旅客鐵道（JR西日本） 大阪環状線・關西本線（大和路線）・阪和線
  - 大阪市營地下鐵 御堂筋線・谷町線
- 天王寺站前停留場
  - 阪堺電氣軌道 上町線

## 相關項目
- 摩天大樓列表
- 日本摩天大樓與結構物列表
  - 各都道府縣最高大樓一覽
  - 大阪府的超高層建築物.構築物的一覧
- 西新宿三丁目西地區再開發 - 高338米的大樓(建設計畫中)。

## 外部連結
- あべのハルカス （页面存档备份，存于） - 官方網站（近畿日本鐵道）
- 阿倍野HARUKAS （页面存档备份，存于） - 官方網站（繁體中文）
- 近鐵百貨 阿倍野HARUKAS本店 （页面存档备份，存于） - 官方網站（繁體中文）
- あべのハルカス【公式】的X（前Twitter）
- あべのハルカス的Facebook專頁
- YouTube上的阿倍野Harukas頻道
- 近鐵百貨 阿倍野HARUKAS本店 （页面存档备份，存于） - FaceBook官方粉絲團（繁體中文）
- 省エネ立体都市 あべのハルカス （页面存档备份，存于） - 竹中工務店
- OpenStreetMap上有關阿倍野Harukas的地理

| 前任： 橫濱地標大廈 橫濱市 | 日本最高摩天大樓 2012年至今 | 現任 |